# Sijua (geslacht)
Sijua is een geslacht van vlinders van de familie venstervlekjes (Thyrididae).

## Soorten
- S. canitia Whalley, 1971
- S. flavula (Pagenstecher, 1892)
- S. furcatula (Pagenstecher, 1892)
- S. jejunalis (Gaede, 1917)
- S. latizonalis (Hampson, 1897)
- S. meriani (Gaede, 1917)
- S. neolatizona Whalley, 1971
- S. parvula Whalley, 1971
- S. plagalis (Gaede, 1917)
- S. sigillata (Warren, 1898)